# Lac de Lagdo
Le lac de Lagdo est un lac de barrage situé dans la région du Nord du Cameroun, sur la rivière Bénoué, dans le bassin versant du Niger. Le lac couvre une surface de 586 km2. 

## Historique
Le barrage de Lagdo a été construit entre août 1977 et juillet 1982 par une combinaison d'ingénieurs et d'ouvriers chinois, ainsi que d'ouvriers camerounais,. La société qui dirigea la construction était la China International Water & Electric Corp. La compagnie d'électricité internationale AES Corporation gère le barrage hydroélectrique.
Sa construction avait pour but de fournir de l'électricité à la partie nord du pays, ainsi que de permettre l'irrigation de 15 000 hectares de cultures en aval. Le barrage a 308 m de longueur, 40 m de hauteur, et 9 m d'épaisseur.
Son réservoir a un potentiel de 7,7 milliards de mètres cubes. Cependant, du fait de son vieillissement et de l'ensablement de son réservoir, sa capacité s'est détériorée au fil du temps pour atteindre 1,6 milliard m3 en 2021.

### Emplacement
Le barrage est situé à 50 km au sud de la ville de Garoua sur la Bénoué. Le barrage est situé dans l'Arrondissement de Lagdo au sein du département de la Benoué dans la Région du Nord. Il se situe plus exactement à 8° 53′ N, 13° 58′ E
.

## Risques

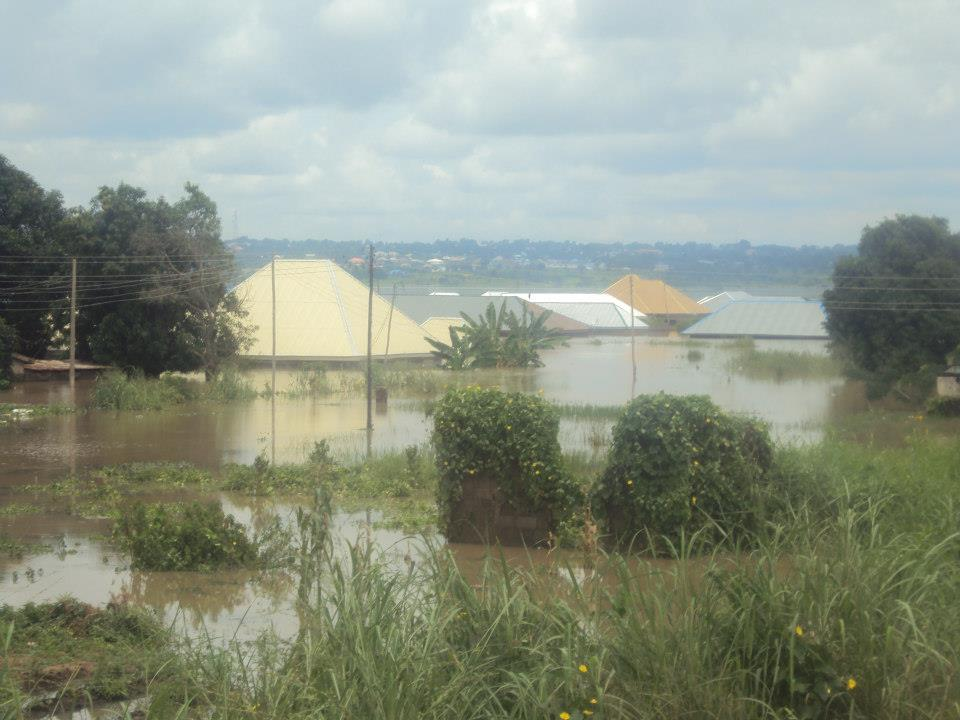
Maisons inondées à Makurdi au Nigeria (2012)

En 2012, l'ouverture du barrage et de fortes pluies ont provoqué des inondations massives le long de la rivière  Bénoué, dans des zones telles que l'État d'Adamawa au Nigéria, entraînant plus de 10 morts et la perte de propriétés d'une valeur de plusieurs milliers de dollars. Un effet plus important des inondations s'est produit dans la région du cours inférieur de la rivière Bénoué, où plus de 10 000 maisons ont été submergées pendant plus de deux semaines. Cela a laissé plus de 10 000 hectares de terres agricoles inondées et les rues de Makurdi occupées par des crocodiles et d'autres créatures rampantes dangereuses. Au moins 30 morts ont été dénombrés au Nigeria, et 14 au Cameroun.  
La région a été à nouveau menacée en août 2015.
En septembre 2022, une opération de libération d'une partie des eaux du barrage de Lagdo a débuté pour sécuriser ses installations. Par conséquent, les autorités nigérianes ont indiqué que le déversement d'eau de Lagdo a provoqué l'immersion de terres agricoles et de fortes inondations dans 13 États, causant ainsi la mort de 25 personnes dans l'État d'Adamawa à titre d'exemple. Cependant, le ministre nigérian des ressources en eau, Suleiman Adamu Kazaure, a déclaré que 80% des inondations au Nigeria sont causées par les précipitations et non par le réservoir de Lagdo, et a confirmé que la cause de l'inondation était due à l'écoulement de l'eau des affluents de la rivière Katsina Ala et d'autres dans la rivière Bénoué en raison de fortes averses,.
L'absence de barrages pour contenir l'eau libérée du barrage de Lagdo à tout moment a été identifiée comme une cause majeure d'inondation au Nigeria.